# 이용걸
이용걸(李庸傑, 1957년 11월 27일 ~ )는 대한민국의 공무원이었고, 제8대 세명대학교 총장이다.

## 학력
- 밴더빌트 대학교 대학원 경제학 석사
- 서울대학교 행정대학원 행정학 석사
- 서울대학교 경제학과
- 경기고등학교

## 경력
- 2016.04 ~ 2018.06 : 제3대 한국해양과학기술원 이사장
- 2015.04 ~ 2020.12 : 제8대 세명대학교 총장
- 2013.03 ~ 2014.11 : 제7대 방위사업청 청장
- 2010.08 ~ 2013.03 : 제39대 국방부 차관
- 2009.02 ~ 2010.08 : 기획재정부 제2차관
- 2008.03 ~ 2009.02 : 기획재정부 예산실 실장
- 2007.10 ~ 2008.03 : 기획예산처 정책홍보관리실 실장
- 2007.02 ~ 2007.10 : 기획예산처 공공혁신본부 본부장
- 2006.06 ~ 2007.02 : 기획예산처 재정운용기획관
- 2006.04 ~ 2006.06 : 기획예산처 재정정책기획관
- 2005.05 ~ 2006.04 : 기획예산처 산업재정기획단장
- 2004.03 ~ 2005.05 : 기획예산처 사회재정심의관
- 2003.04 ~ 2004.03 : 국가균형발전위원회
- 1999.05 ~ 2003.03 : 기획예산처 예산실
- 기획예산처 재정기획국
- 1998.03 : 기획예산위원회
- 1995.03 : 재정경제원
- 1992.02 ~ 1995.03 : 대통령 비서실
- 1984.06 ~ 1992.02 : 경제기획원 경제기획국, 예산실
- 1979.12 : 제23회 행정고시 합격